# Воробьёв, Алексей Александрович (пауэрлифтер)
Алексей Александрович Воробьёв (род. 15 ноября 1969 года) — заслуженный мастер спорта России (пауэрлифтинг).

## Карьера
Занимался в Рыбинске Ярославской области. Специализировался на жиме лёжа. Семь раз становился чемпионом мира, пять раз — чемпионом Европы и восемь раз — чемпионом России.
В 2015 году А. А. Воробьёву присвоено почётное звание «заслуженный мастер спорта России».